# Нікчемний Я 3
«Нікчемний Я 3» (англ. Despicable Me 3) — американський 3D комп'ютерно-анімаційний пригодницько-комедійний фільм, знятий П'єром Коффіном і Кайлом Балдою. Він є продовженням фільмів «Нікчемний Я» (2010) і «Нікчемний Я 2» (2013). Прем'єра стрічки в США відбулась 30 червня 2017 року. В Україні прем'єра відбулась 29 червня 2017 року.

## Сюжет
Колишній головний лиходій Ґру мирно проводить час зі своїми трьома прийомними доньками, чарівною Люсі та вірними посіпаками. Але з'являється нова небезпека, яка загрожує зруйнувати їхнє ідилічне існування. Виявляється що у Ґру є давно загублений брат-близнюк на ім'я Дрю. Брати дуже схожі, хіба що Дрю має волосся і одягається виключно в біле. Між Ґру та Дрю розгорається суперництво — хто з них найкращий? Однак незабаром у протистояння братів втручається лиходій Бальтазар Бретт, колишня зірка дитячого телешоу.

## Озвучування
- Стів Карелл — Ґру / Дрю
- Трей Паркер — Бальтазар Бретт
- Крістен Віг — Люсі Вайлд
- П'єр Коффен — Мел та інші посіпаки
- Міранда Косгроув — Марго
- Стів Куґан — Сайлас Ремсботтом
- Дженні Слейт — Валері да Вінчі
- Джулія Ендрюс — мати Ґру та Дрю

## Український дубляж
- Фільм дубльовано студією «Le Doyen» на замовлення компанії «B&H Film Distribution» у 2017 році.
- Ролі дублювали: Павло Костіцин, Катерина Осадча, Майкл Щур, Тамара Яценко, Михайло Кукуюк, Софія Масаутова, Софія Нестеренко, Олена Бернова та інші

## Виробництво
Про початок виробництва фільму було офіційно оголошено у вересні 2013 року